# Xiangqi

Tabla de șah chinezesc.

Xiangqi, numit și șah chinezesc, este un joc de strategie între doi jucători. Este unul din cele mai populare jocuri de societate din China, existent încă din secolul al IX-lea. Se joacă pe o tablă compusă din 10 rânduri orizontale și 9 coloane verticale.
Xiangqi este foarte popular în Asia. Se crede că șahul clasic și cel chinezesc au aceeași origini, jocul indian Chaturanga.

## Poziția de start și obiectul jocului
Xiangqi se joacă pe o tablă de 9x10. Piesele sunt așezate pe intersecția liniilor nu în careuri. Fiecare jucător începe jocul cu următoarele piese 1 rege (sau general), 2 gărzi (sau sfătuitori), 2 elefanți (sau nebuni), 2 cai, 2 ture (sau care de luptă), 2 tunuri, 2 canoni și 5 pioni (sau soldați).
Careul mare cu liniile diagonale se cheamă palatul roșu/negru iar liniile orizontale din mijlocul tablei se numește „râu”.
Obiectul jocului este să dai șah sau pat regelui advers.
Toate piesele au aceeași regulă înafară de tunuri. Tunurile au reguli speciale pe care le arătăm în următoarele.

## Mutările pieselor

### Regele (Generalul)
Poate muta un spațiu pe orizontală sau verticală, nu poate muta pe diagonală. Nu părăsește niciodată palatul și în șahul clasic nu poate muta pe un loc unde este atacat de adversar. Dacă regele este atacat (este în șah), piesa corespunzătoare trebuie să contracareze șahul imediat. Dacă acest lucru nu este posibil, jucătorul pierde jocul.

### Gardianul (Sfătuitorul)
Mută un spațiu pe diagonală, și ca și regele niciodată nu părăsește palatul. Au 5 poziții posibile în aria palatulu.

### Nebunul (Elefantul)
Pot muta două spații pe diagonală, dar nu pot traversa peste puncte ocupate. Nu pot traversa râul, trebuie să stea pe partea lor de tablă. Fiecare elefant are 7 poziții posibile pe care le poate ocupa.

### Calul
Poate muta un spațiu pe orizontală sau pe verticală, urmată de un spațiu în exterior pe diagonală. Nu poate sări peste alte piese.

### Tura (carul de luptă)
Mută ca și tura în șahul clasic, oricâte spații pe orizontală sau verticală.

### Canonul
Mută la fel ca tura, canonul poate captura oricare piesă, sărind peste o piesă (proprie sau al adversarului).

### Pionul (soldatul)
Mută doar un spațiu în față, iar mutarea de capturare este aceeași (nu se mută niciodată pe diagonală). Când un pion trece râul poate muta: un spațiu înainte sau pe orizontală.
Pionul nu promovează în altă piesă când ajunge pe ultimul rând. Ajungând pe ultimul rând poate muta doar pe orizontală.

### Alte reguli importante
Jocul se câștigă prin „șah-mat” sau „pat” asupra regelui advers. Acesta este o diferențã importantă între șahul chinezesc și cel clasic, unde prin „pat” rezultă remiza.
Șahul repetat este interzis. Jucătorul nu poate da șah regelui advers de mai mult de trei ori într-un rând cu aceeași piesă din aceeași poziție.
Șahul repetat asupra unei piese adverse la fel este interzis. Asta înseamnă că nu se poate ataca o piesă adversă (care nu este protejată de altă piesă a adversarului) mutând între două puncte până la infinit. Jucătorul care face această mutare este obligat să facă o pauză.
Regii nu pot sta față în față pe aceeași coloană, trebuie să aibă măcar o piesă între ei.
Când niciun jucător nu poate forța un șah mat sau pat, jocul se termină în remiză.